# Ali Chuk
Ali Chuk – jednostka osadnicza w Stanach Zjednoczonych, w stanie Arizona, w hrabstwie Pima.